# Вантаа
Ва́нтаа, Ванда (фін. Vantaa, швед. Vanda) — місто у Фінляндії, приміський район Гельсінкі. У Вантаа мешкає 247 тис. осіб станом на 2023 рік та є четвертим за населенням містом Фінляндії. Тут розташований найбільший аеропорт країни, Аеропорт Гельсінкі-Вантаа, та великий науково-дослідницький центр Heureka.
Планувалося, що до 2021 року Вантаа перестане використовувати вугілля.

## Персоналії
У місті народився Патрік Антоніус — професійний гравець в покер.